# Motorvägar i Bosnien och Hercegovina
Motorvägar i Bosnien och Hercegovina finns det idag sammanlagt ungefär 330 kilometer. Bland större planerade motorvägar finns den del som går inom Bosnien och Hercegovina av det motorvägsprojekt som sträcker sig från Budapest via Osijek, Kroatien, Sarajevo, Mostar till Ploče i Kroatien. Hela sträckan genom Bosnien och Hercegovina väntas bli klar De närmsta 4-5 åren. Liksom i flera länder öster om gamla Järnridån finansieras byggena av privata företag som tar betalt via vägavgifter och hyr ut vägen till staten enligt ett kontrakt (Public Private Partnership). Den 28 oktober 2008 skrev EBRD och Federationen (muslimsk-kroatiska delen av landet) under ett avtal där EBRD ska låna ut 180 miljoner euro som ska sponsra 65 kilometer motorväg med sträckan Kakanj - Drivusa, 15,2 kilometer på motorvägssträckan A1 Sarajevo - Zenica vägen öppnades 2009. Andra sträckor som ska sponsras av EBRD och som ingår i dessa 65 kilometer är Vlakovo - Tarcin (21 km), Pocitelj - (kroatiska gränsen) (20 km) Metković och Odzak - kroatiska gränsen(10 km).

## Färdiga motorvägssträckor i Bosnien och Hercegovina
- A1 Tarćin - Zenica (via Sarajevo), 81,6 kilometer
- E661 Banja Luka - Mahovljani, 40 kilometer
- Sarajevo- Zapadni prijelaz/izlaz. Är en kort motorvägssträcka vid västra utkanten av Sarajevo. Sträckan är 20 km lång.
- Väg M18 - En motorvägssträcka från Stup (Sarajevo) ansluter motorvägen A1. (Sarajevo ringlinje). 4 km lång.
- motorvägssträckan "9 Januar" mellan Doboj och Prnjavor. 36 km lång.

## Motorvägssträckor på längre sikt, före2022
- A1 Tarćin - Mostar, 100 kilometer.
- Motorväg mellan Orasje - Tuzla. Ett tjeckiskt företag har visat intresse att bygga ut 70 kilometer motorväg mellan dessa två nordbosniska städer.
- Banja Luka - Split, (Kroatien). Den ska gå genom Banja Luka - Livno - bosnisk-kroatiska gränsen - Split (där den går samman med kroatiska motorvägen A1. Bygget har dock inte påbörjats.

## Betalstationer
Idag finns det en betalstation i Bosnien och Hercegovina, utanför Sarajevo vid byn Josanica. Två nästkommande betalstationer i Bosnien och Hercegovina väntas byggas vid Visoko och Podlugovi. Båda ska stå klara i oktober 2009Avgiften är till för att betala stora delar av byggena. Idag tar man betalt för passage av stationen. Senare när längre delar av motorvägen A1 har byggts ut, ska man ta betalt per kilometer. Priset blir 11 feninga/kilometer, det blir ungefär 55 öre/kilometer. Just nu byggs ett elektroniskt underjordsnät in som ska binda samman betalstationerna Kakanj, Visoko, Podlugovi och Josanica. Detta innebär att ingen personal kommer behövas vid betalstationerna, utan allt kommer att behandlas med automater vid betalstationerna. Till exempel - om du går på motorvägen vid Josanica och ska till Visoko, då trycker du på en knapp på automaten vid betalstationen Josanica och du får ett kort. Det här kortet visas sedan igen vid betalstationen Visoko och då bestäms även utifrån kortets ursprungliga hämtningsställe hur mycket du måste betala, dvs hur mycket bosnisk motorväg du har utnyttjat. Den blev klar i maj 2010.
Till exempel ska sträckan mellan Zenica och Sarajevo (70 kilometer) kosta 7,70 mark, medan hela motorvägssträckan mellan Bosanski Brod och Metković (Kroatien) (ungefär 340 kilometer) ska kosta 37,40 mark. Det lär bli dyrare för lastbilar, på grund av att de väger mer.